# Список утраченных фильмов России (1907)
Список утраченных фильмов России (1907) — список утраченных фильмов Российской империи отснятых в 1907 году, отсортированный в алфавитном порядке. Все фильмы художественные. В каталоге Вишневского фильмам 1907 года соответствуют номера 1-4.

## Легенда
Разделительная полоса
 Комментарий; критика фильма

## Список
| Название | Метраж     | Жанр                    | Киностудия            | Режиссёр           | Актёры                                                                            | Литературный первоисточник                           |
| --- | ---------- | ----------------------- | --------------------- | ------------------ | --------------------------------------------------------------------------------- | ---------------------------------------------------- |
| |            |                         |                       |                    |                                                                                   |                                                      |
| «Антоша первый раз в Варшаве» |            | комедия                 |                       | Якуб Ясинский      | Антони Фертнер                                                                    | -                                                    |
| «Кинословарь» (1986) указывает, что фильм был польским 1908 года, а В. Короткий — что русским 1907 года. |            |                         |                       |                    |                                                                                   |                                                      |
| |            |                         |                       |                    |                                                                                   |                                                      |
| «Борис Годунов» («Дмитрий Самозванец», «Сцены из боярской жизни») | 285 метров |                         | ателье А. Дранкова    | Иван Шувалов       | Густав Мартино (Самозванец), З. Лоранская (Марина), Хованский, Макарова, Н. Орлов | трагедия А. С. Пушкина «Борис Годунов»               |
| Первая попытка постановки русской художественной кинокартины (по пьесе А. Пушкина), осуществленная труппой летнего театра «Эден» в Петербурге; не была закончена вследствие отказа артиста Е. Алашевского сниматься в роли Бориса Годунова. Демонстрировалась в августе 1907 года под названием «Сцена из боярской жизни»; с 1909 года шла под названием «Дмитрий Самозванец» в качестве обычной немой картины, но чаще в качестве кинодекламации.— В. Вишневский «Художественные фильмы дореволюционной России» — М., 1945, стр. 7 Успех хроникальных фильмов Дранкова позволил ему испытать свои силы в художественной кинематографии. В 1907 году он предпринял постановку фильма «Борис Годунов» («Сцены из боярской жизни») по одноимённой трагедии Пушкина. Фильм представлял собой, по существу, снятое театральное представление и был осуществлён силами труппы петербургского летнего театра «Эден». Режиссировал И. Шувалов, снимали сам А. Дранков и его брат В. [Л.] Дранков. Фильм фактически не был закончен из-за отказа артиста Е. Алашевского сниматься в роли Бориса. Тем не менее он не без успеха демонстрировался в кинотеатрах.— Ж. Садуль «Всеобщая история кино» - М., 1958, стр. 285-286 Неизвестно, кто кого соблазнял и уговаривал, но Ф. Васильева согласилась финансировать постановку первой русской кинокартины, она же, кажется, достала Дранкову подержанный съёмочный аппарат Пате. Ставить решили «Бориса Годунова».— И. Орлов «Первые киносъёмки в России» - М., 2009, стр. 205 … одним из спектаклей труппы был «Борис Годунов», имевший хорошую прессу <…> Сцены из спектакля <…> вышли на экран в августе.— В. Короткий «Режиссёры и операторы русского игрового кино» - М., 2009, стр. 416 |            |                         |                       |                    |                                                                                   |                                                      |
| |            |                         |                       |                    |                                                                                   |                                                      |
| «Восстановление» |            |                         |                       |                    |                                                                                   |                                                      |
| Существование фильма не подтверждается ни одним документальным источником. |            |                         |                       |                    |                                                                                   |                                                      |
| |            |                         |                       |                    |                                                                                   |                                                      |
| «Иван Грозный» |            | «душераздирающая драма» | т/д «Глория»          | Василий Гончаров   |                                                                                   |                                                      |
| Возможно, этот же фильм вышел в 1909 г. под названием «Смерть Иоанна Грозного». |            |                         |                       |                    |                                                                                   |                                                      |
| |            |                         |                       |                    |                                                                                   |                                                      |
| «Князь Серебряный» | 320 метров |                         | ателье А. Дранкова    | Н. Шухмин          | труппа Петербургского народного дома                                              | роман. А. К. Толстого «Князь Серебряный»             |
| Постановка создавалась с участием артистов театра сада «Эдем» <…> было это в 1908-м и, может быть, 1909-м году <…> Для <…> постановки приобрели интересные декорации (кажется, частной оперы Максакова) «Царской невесты» <…> Дранков ставил сам.— Н. Орлов «Первые киносъёмки в России», стр. 208. |            |                         |                       |                    |                                                                                   |                                                      |
| |            |                         |                       |                    |                                                                                   |                                                      |
| «Кочубей в темнице» | 120 метров | кинодекламация          | «Фотокиноателье»      | А. Суков-Верещагин | А. Суков-Верещагин (Кочубей), М. Полянский (Орлик)                                | поэма А. С. Пушкина «Полтава» (?)                    |
| |            |                         |                       |                    |                                                                                   |                                                      |
| «Майская ночь, или утопленница» | 245 метров |                         | т/д «Глория»          | Василий Гончаров   |                                                                                   | повесть Н. В. Гоголя «Майская ночь, или утопленница» |
| Фильм был перемонтирован Владимиром Кривцовом и Яковом Протазановым, и вышел на экраны в 1910 году под тем же названием. |            |                         |                       |                    |                                                                                   |                                                      |
| |            |                         |                       |                    |                                                                                   |                                                      |
| «Невеста Льва Сапеги» |            | «душераздирающая драма» | т/д «Глория»          | Василий Гончаров   |                                                                                   |                                                      |
| М. Зоммерфельд пригласил Гончарова художественным руководителем и режиссёром фирмы «Глория», где он экранизировал одноимённую повесть Гоголя «Майская ночь, или утопленница» и ставил «душераздирающие» драмы: «Невеста Льва Сапеги», «Царевна Софья» и «Иван Грозный» <…> это было в 1907 году, когда в России ещё никто не снимал картин, и фирма «Глория» была первой попыткой создать киноателье для съёмок художественных картин.— Я Протазанов «Сборник статей и материалов» - М., 1948, стр. 234 |            |                         |                       |                    |                                                                                   |                                                      |
| |            |                         |                       |                    |                                                                                   |                                                      |
| «Палочкин и Галочкин» | 214 метров | комедия                 | т/д Ханжонкова        | Владимир Сиверсен  |                                                                                   | -                                                    |
| Летом 1907 г. наша фирма попыталась заняться собственным производством картин. Мы сняли картину «Палочкин и Галочкин», но она не была выпущена, так как оказалась неудачной. Съемка производилась в Сокольническом кругу на эстраде для оркестра. Аппарат стоял на земле, и действующие лица — два комика — оказались снятыми, в некоторых местах, без голов (головы были срезаны рамкой). Кроме того были и другие дефекты. Собственное производство не удалось. — А. Ханжонков «Первые годы русской кинематографии» - М., 1937, стр. 15 Неудачная попытка постановки художественной кинокартины в Москве; на экран не была выпущена.— В. Вишневский «Художественные фильмы дореволюционной России» — М., 1945, стр. 7 |            |                         |                       |                    |                                                                                   |                                                      |
| |            |                         |                       |                    |                                                                                   |                                                      |
| «Смерть солдата» | 120 метров | драма                   | бр. Пате (моск. отд.) | К. Селиванов       | К. Селиванов (солдат)                                                             |                                                      |
| |            |                         |                       |                    |                                                                                   |                                                      |
| «Харьковская прислуга» |            | комедия                 | «Эден-театр»          |                    |                                                                                   |                                                      |
| |            |                         |                       |                    |                                                                                   |                                                      |
| «Царевна Софья» |            | «душераздирающая драма» | т/д «Глория»          | Василий Гончаров   |                                                                                   |                                                      |
| Фильм не вышел на экран вследствие технического брака. |            |                         |                       |                    |                                                                                   |                                                      |
| |            |                         |                       |                    |                                                                                   |                                                      |